# Psyrassa sthenias
Psyrassa sthenias är en skalbaggsart som beskrevs av Bates 1892. Psyrassa sthenias ingår i släktet Psyrassa och familjen långhorningar. Inga underarter finns listade i Catalogue of Life.